# Eryphus tacuarembo
Eryphus tacuarembo är en skalbaggsart som beskrevs av Dilma Solange Napp och Martins 2002. Eryphus tacuarembo ingår i släktet Eryphus och familjen långhorningar.
Artens utbredningsområde är Uruguay. Inga underarter finns listade i Catalogue of Life.